# Buona Sera, Mrs. Campbell
Buona Sera, Mrs. Campbell es una película estadounidense de 1968.
Pertenece al género humorístico y fue dirigida por Melvin Frank, quien escribió el libreto original con Denis Norden y Sheldon Keller.
Filmada en los estudios Cinecittà de Roma. Fue la base del frustrado musical de 1979 Carmelina y, posteriormente, de la trama del exitoso musical Mamma Mia! y su adaptación al cine de 2008.

## Reparto
- Gina Lollobrigida - Carla Campbell
- Phil Silvers - Phil Newman
- Peter Lawford - Justin Young
- Telly Savalas - Walter Braddock
- Shelley Winters - Shirley Newman
- Marian Moses - Lauren Young
- Lee Grant - Fritzie Braddock
- Janet Margolin - Gia Campbell
- Naomi Stevens - Rosa
- Philippe Leroy - Vittorio
- Giovanna Galletti - la Contessa